# جون إي. سميث
جون إي. سميث (بالإنجليزية: John E. Smith)‏ هو محامي وقاضي وسياسي أمريكي، ولد في 4 أغسطس 1843، وتوفي في 1907. حزبياً، نشط في الحزب الجمهوري. وقد انتخب عضو مجلس ولاية نيويورك.